# 오구 (필기구)

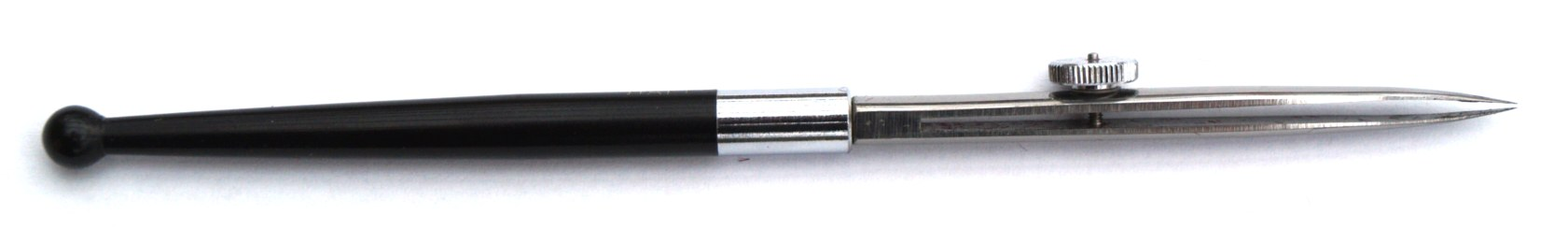
지도 제작자의 오구

오구(烏口, ruling pen)는 먹줄을 긋기 위한 제도 용구 또는 수작업으로 하는 제도에서 먹으로 직선이나 원을 포함하는 곡선을 그릴 때 사용하는 제도기구의 앞쪽 부분이다. 오구는 부리 모양이 까마귀 입과 비슷하여 붙여진 이름으로 먹줄펜(drawing pen)이라고도 한다. 종류는 선의 굵기에 따라 굵은선용, 중선용, 가는선용 등으로 나누고, 용도에 따라 컴퍼스용, 특수용 등으로 나뉜다.
오구에는 끝이 뾰족하게 가늘어지는 두 개의 유연한 금속 날 사이의 틈에 잉크가 들어있다. 이것은 매우 얇은 선을 정밀하게 그을 수 있다. 오구의 조정은 기름숫돌을 이용해 좌우의 날 끝을 가지런히 한 뒤, 그 모양을 작은 원형으로 모아서 쓴다. 오구로 선을 긋는 경우에는 양쪽 날 사이에 스포이트 등을 이용하여 적당량의 먹물을 집어 넣고, 두 날을 연결하는 조절 나사를 조이거나 벌림으로써 날 끝의 간격을 조정하여 선의 굵기를 정한다. 조정 나사는 선택적으로 숫자 다이얼을 장착할 수 있다.

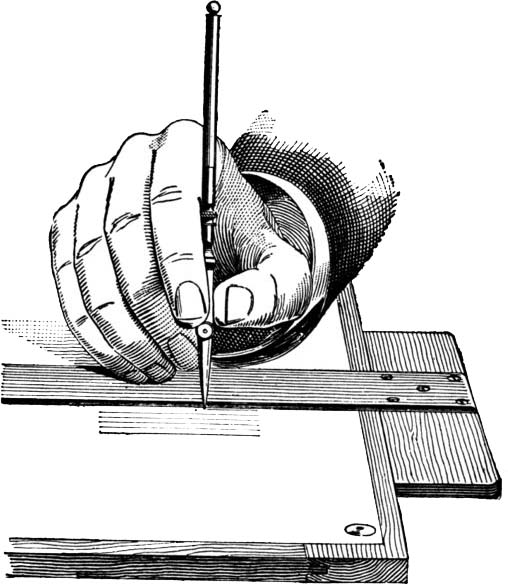
《A Textbook on Ornamental Design》의 오구 그림(1901)

원래는 곧은 자, 운형자와 함께 엔지니어링 및 지도 제작에서 제도용으로 사용되었고, 현재는 액자나 캘리그래피와 같은 특정 분야에서만 쓰인다. 소련에서는 오구가 핀셋과 함께 여성의 눈썹 제모에 널리 사용되기도 했다.
글자는 펜으로 써넣으며 이 작업을 잉킹이라고 한다. 최근에는 테크니컬 펜과 같은 전용 잉크펜이 있어 오구를 쓰는 경우는 거의 없다.

## 같이 보기
- 펜의 종류, 상표, 제조사 목록